# Manoel Gahisto
Paul Coolen dit Manoel Gahisto, né le 14 février 1878 à Petit-Fayt et mort le 11 décembre 1948 à Paris, est un écrivain et traducteur français,.

## Biographie
Paul Tristan Coolen est le fils de Léonce Coolen, instituteur, et de Ernestine Michel, respectivement 26 et 22 ans au moment de la naissance de leur enfant. 
Il épouse la graveuse Jeanne-Flore Dété (1888-1932) en 1910 et est ainsi le gendre d’Eugène Dété. Ils ont une fille, Renée Coolen, qui sera elle-aussi traductrice, principalement de José Maria Ferreira de Castro,,, reprenant le pseudonyme de son père : Renée Gahisto. Ils habitent longtemps boulevard Poissonnière à Paris. 
Manoel Gahisto commence sa carrière comme écrivain. On lui doit ainsi plusieurs ouvrages dès 1902 : L'Oculiste (1902), Croquis au Passant et L’Or du Silence (1904), Au cœur des provinces : Philéas Lebesgue (1908) ou bien encore La vie de Jules Mousseron (après 1943).
Il participe à la revue Le Penseur qui parait de 1901 à 1914 et à la revue L'Hexagramme qui parait de 1907 à 1913.
Il participe, dès la fondation, à l’aventure de la Revue de l’Amérique Latine, fondée par Charles Lesca, qui comptera 124 numéros de janvier 1922 à avril 1932. On trouve ainsi une traduction d'un texte d'Affonso Arinos dans le n°4 d'avril 1922, La Bête à la patte pelée, traduit avec son ami Philéas Lebesgue, et un article titré Quelques ouvrages sur l'Histoire du Brésil dans le n°120 de décembre 1931.
Il collabore au Mercure de France où il tient la chronique consacrée aux livres latino-américains. Il en vient tout naturellement à la traduction, principalement de livres portugais, mais aussi espagnols, voire italiens et grecs. Il était ainsi très lié à d’autres traducteurs : Philéas Lebesgue, avec qui il traduisit plusieurs livres et nouvelles, Georges Pillement, Francis de Miomandre, l’italien Gilberto Beccari dont Gahisto traduisit aussi des romans…
Il est aussi lié avec l’écrivain René Maran dont il est même un ami intime. C'est lui qui corrige les épreuves de Batouala qui vaut le prix Goncourt à Maran en 1921. L'anecdote veut même que ce soit Gahisto qui l'ait poussé à éditer l'ouvrage en apportant le manuscrit à Henri de Régnier et qui ait déposé l'ouvrage à l'Académie Goncourt et non Maran. Maran l'aura d'ailleurs remercié en lui dédiant son livre et Gahisto, de manière posthume, aura une place dans l'hommage à Maran.
Par ses activités littéraires, il est entré en contact avec de très nombreux écrivains d’Amérique Latine mais aussi d’Espagne et du Portugal : Teixeira de Pascoaes, Pio Baroja, Gustavo Baroso, Rufino Blanco Fombana, Alberto Rangel, Ronald de Carvalho, Rui Ribeiro Couto, Ana de Castro Osorio, Henrique Coelho Netto, Francisco Contreras, Paulo Menotti del Picchia, Elysio de Carvalho, Mario Sette, Monteiro Lobato...
Son ouvrage Figures Sud-Américaines fut très bien reçu par la critique sud-américaine.
Outre des ouvrages, il a aussi régulièrement traduit des contes ou des articles.

## Œuvres personnelles
- L'Oculiste - Conte du pays de Pévèle. Saint Amand, imp. E Gouy-Druon, 1902.
- Croquis au présent. Brionne, Amelot, 1904[16],[17].
- L'Or du Silence. Valenciennes, G. Théry, 1904[18].
- Au cœur des Provinces : Philéas Lebesque. Roubaix, Editions du Beffroi, 1908[19],[20].
- L'Illimité. Paris, Editions du Beffroi, 1910[21],[22].
- Edmond Pilon. Paris, Sansot,1921[23],[24].
- Figures Sud-Américaines. Paris, Albert Messein, 1933[25].
- La vie de Jules Mousseron. Denain, apr. 1943.
- [Préface de] Jules Mousseron, Les Fougères noires. Lille, Librairie générale, 1927[26].
- [Préface de] Emile Morival, Poussiers captifs, souvenirs des barbelés, poésies patoises. Valenciennes, Le Guetteur, 1945[27].

## Traductions d’œuvres complètes
- [en collaboration avec P. Lebesgue] Le Féredjé : un homme au harem / Pol Arcas. Paris, Juven, 1908. Traduit de Polyvios Dimitrakopoulos[28].
- [en collaboration avec P. Lebesgue] Macambira. Paris, l'Edition française illustrée, 1922. Traduit de Coelho Netto[29].
- L'Ombre du Cloître. Paris, Albin Michel, 1924. Traduit de Manuel Galvez, La sombra del convento.
- [Participation à l'ouvrage collectif] Récits de la vie américaine. Paris, s.n., 1925[30].
- [en collaboration avec P. Lebesgue] Les Vieux. Paris, Les Œuvres libres, 1928. Traduit de Coelho Netto.
- [en collaboration avec P. Lebesgue] Janna et Joël. Paris, Librairie Gédalge, 1928. Traduit de Xavier Marques[31].
- Adolescence tropicale (préf. Abel Bonnard). Paris, Albin Michel, 1931. Traduit d'Enéas Ferraz, Adolescência tropical[32],[33],[34].
- Le Diamant au Brésil. Paris, Les Belles Lettres, 1931. Traduit de Joaquim Felicio dos Santos, extrait de Memórias do Distrito Diamantino da Comarca do Serro Frio[35],[36].
- Le Mulâtre. Paris, Les Belles Lettres, avant 1933. Réédition en 1961. Traduit d'Aluizio Azevedo, O Mulato[37].
- Le Visage de la littérature argentine. Buenos Aires, impr.Pesce, 1939. Traduit d'Antonio Aita[38].
- [en collaboration avec P. Lebesgue] Vierge Créole. Paris, Bruxelles, Éditions de la 'Nouvelle revue de Belgique', 1943. Traduit de Gilberto Beccari[39].
- [en collaboration avec P. Lebesgue] La Tapera. Paris, Bruxelles, Éditions de la 'Nouvelle revue de Belgique', 1943. Traduit de Coelho Netto[40].
- Histoire merveilleuse de la reine Astrid. Paris, Desclée de Brouwer, 1948. Traduit d'Alice d'Oliveira[41].
- Sinhazinha. Paris, Fasquelle, 1949. Traduit de Julio Afrânio Peixoto[42].
- La République 3000. Paris, Albin Michel, 1950. Traduit de Paulo Menotti del Picchia, A Republica 3.000[43].
- Jamais paru (?) : Monsieur le Locataire. Traduit d'Enéas Ferraz. Un chapitre est toutefois paru dans Le Manuscrit autographe, n°40, oct.-nov.-déc. 1932, p.132-139. L'ouvrage est annoncé comme A Paraître dans l'ouvrage Figures Sud-Américaines.